# PO E 501 und 502
Die Elektrolokomotiven E 501 und E 502 der Chemin de fer de Paris à Orléans (PO), später 2D2 5501 und 2D2 5502 der SNCF, waren zwei Probelokomotiven für den Schnellzugdienst auf der mit 1500 V Gleichstrom elektrifizierten Bahnstrecke Paris–Vierzon. Die Lokomotiven waren bis in die 1950er Jahre wegweisend für den Bau von Schnellzuglokomotiven in Frankreich, beispielsweise der späteren SNCF Serie 2D2 5400 und SNCF Serie 2D2 5500, weshalb sie auch den Übernamen Grand-mère
„Großmutter“ erhalten hatten.

## Geschichte

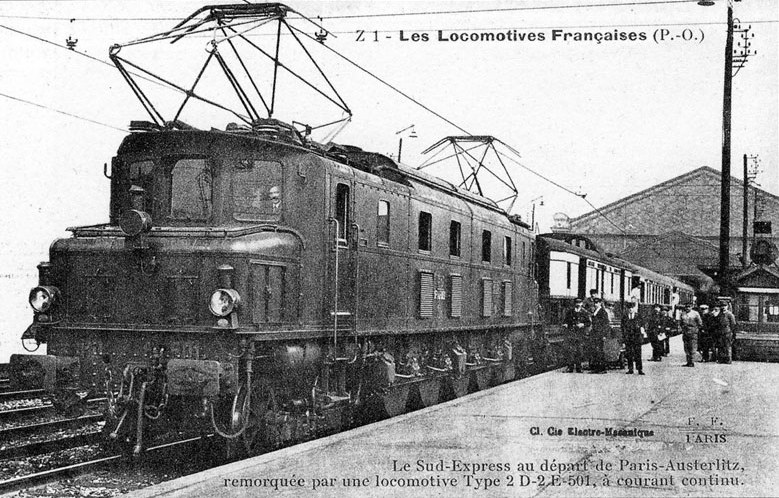
E 501 abfahrbereit mit dem Südexpress im Gare d’Austerlitz in Paris

Unter der Leitung des Oberingenieurs Hippolyte Parodi elektrifizierte die PO vor dem Zweiten Weltkrieg ihre Hauptstrecke Paris–Vierzon. Für die Zugförderung wurden neben 200 vierachsigen Lokomotiven für den Einsatz vor Güter- und Personenzüge auch Schnellzuglokomotiven benötigt. Weil kaum Erfahrung mit schnell fahrenden Elektrolokomotiven vorlag, wurden 1923 fünf Prototypen-Lokomotiven von drei verschiedenen Herstellern bestellt.
Die aus Amerika stammende E 601 bewährte sich nicht. Die hohe ungefederte Masse der Achsmotoren erlaubten der Lokomotive nicht, schneller als 100 km/h zu fahren, ohne eine Entgleisung zu riskieren. Ebenso war der von Kandó konzipierte Stangenantrieb der in Ungarn gebauten E 401 und E 402 nicht erfolgreich. Die Stangen waren fragil und mussten häufig nachjustiert werden. Einzig die aus der Schweiz stammenden Lokomotiven E 501 und E 502 waren in der Lage, Schnellzüge zuverlässig mit 120 km/h zu führen und damit den Dampfbetrieb in diesem Bereich abzulösen. Die Lokomotiven übertrafen die Erwartungen der PO. Sie konnten die Strecke Vierzon–Paris in unter zwei Stunden zurücklegen und hielten dabei über längere Zeit die Geschwindigkeit von 125 km/h. Bei Versuchsfahrten erreichte die E 502 mehrmals eine Höchstgeschwindigkeit von 150 km/h. Die späteren Serienloks trugen die Nummern E 503–E 537 und wurde später zusammen mit den Prototypen und weiteren Nachbauten in die SNCF-Baureihe 2D2 5500 eingeordnet. Die Lokomotiven waren die ganze Einsatzzeit dem Depot Paris Sud-Ouest zugeteilt.

### Übersicht der Prototypen
| Nummern   | Spitzname               | Hersteller | Achsformel                     | Antrieb        | Bild | Ausrangiert |
| --------- | ----------------------- | ---------- | ------------------------------ | -------------- | ---- | ----------- |
| E 401–402 | Hongroise „Ungarin“     | Ganz       | (2'B)(B2')                     | Stangenantrieb |      | 1945        |
| E 501–502 | Grand-mère „Großmutter“ | SLM, BBC   | 2’Do2’                         | Buchli-Antrieb |      | 1969        |
| E 601     | Gearless „Getriebelos“  | GE, Alco   | 2’Co+Co2’, später (2’Co)(Co2’) | Achsmotoren    |      | 1938        |

## Technik

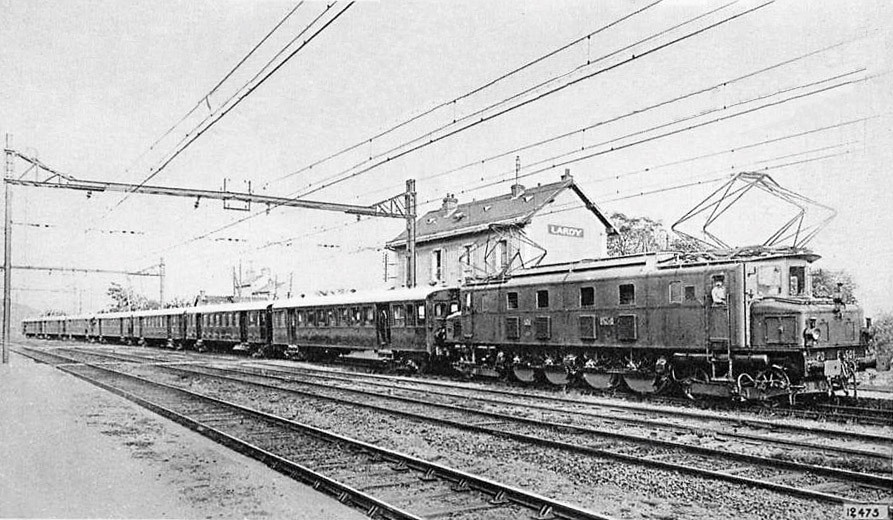
Eine der beiden Lokomotiven mit einem Schnellzug in Lardy

Die Lokomotiven waren ähnlich aufgebaut wie die SBB Ae 3/6 I, hatten aber vier Treibachsen und an beiden Enden ein Laufdrehgestell. Dieses war mit einem seitlich verschiebbaren Drehzapfen ausgerüstet, der mit Federn zentriert war – eine Ausführung, die später Bauart Winterthur genannt wurde. Für die Versuchsfahrten waren die Drehgestelle zudem mit einer umklappbaren Deichsel ausgerüstet, die erlaubte, den Drehpunkt des Drehgestells an drei verschiedenen Orten in der Längsrichtung der Lok zu positionieren, wobei eine Position außerhalb des Drehgestells in Richtung der Treibachsen lag.
Die sechspoligen Fahrmotoren vom Typ GLM85/6-43 waren für die Zeit sehr leistungsfähig und verfügten über eine damals noch nicht übliche Fremdbelüftung, wobei jeder Fahrmotor seinen eigenen Lüfter hatte. Jeder Fahrmotor trieb die ihm zugeordnete Achse über zwei auf beiden Fahrzeugseiten angeordnete Buchli-Antriebe mit einer Getriebeübersetzung von 56:143 an. Die Fahrmotoren der E 502 waren zusätzlich mit Kompensationswicklungen versehen. Weiter waren die Lokomotiven mit einer Rekuperationsbremse ausgerüstet, die beim Einsatz in der Ebene jedoch kaum von Nutzen war. Im Unterschied zu den Serienlokomotiven waren die Prototypen zusätzlich zu den Stromabnehmern noch mit Schleifschuhen für die Energiezufuhr durch eine seitlich angeordnete Stromschiene versehen, die an den Drehgestellen angeordnet waren.
Von den Serienlokomotiven unterscheiden sich die E 501 und die E 502 äußerlich dadurch, dass sie nur sechs statt acht Fenster in der Seitenwand des Maschinenraums haben. Weiter waren sie nur mit vier kleinen Sandkästen ausgerüstet, welche in Fahrrichtung nur die erste und dritte Treibachse besandeten – die Serienloks wiesen an allen Treibachsen für beide Fahrtrichtungen Sandfallrohre auf. Der Achsabstand war bei den Prototypen zwischen dem zweiten und dritten Treibachse mit 2050 mm leicht größer als zwischen den übrigen Treibachsen, wo er 1850 mm betrug. Bei den Serienlokomotiven betrugen alle Abstände 2020 mm.